# Golden (HUNTR/X의 노래)
"Golden"은 2025년 애니메이션 뮤지컬 판타지 영화 《케이팝 데몬 헌터스》에서 등장하는 가상의 K-pop 걸그룹 HUNTR/X의 성우인 EJAE, 오드리 누나, 레이 아미가 부른 곡이다. 2025년 7월 4일 리퍼블릭 레코드를 통해 영화 사운드트랙 앨범의 두 번째 싱글로 발매되었다.
빌보드 글로벌 200 차트에서 2위를 기록했으며, 20개국 이상에서 차트 순위에 올랐고, 오스트레일리아, 말레이시아, 뉴질랜드, 필리핀, 싱가포르, 대만에서는 톱 10에 들었다.

## 배경과 발매
2025년 6월 20일 애니메이션 뮤지컬 판타지 영화 《케이팝 데몬 헌터스》가 넷플릭스에서 공개되었다. 영화에서는 루미, 미라, 조이로 구성된 가상의 K-pop 걸그룹 HUNTR/X가 등장하며, 각 멤버의 노래는 EJAE, 오드리 누나, 레이 아미가 불렀다. 같은 날 발매된 영화의 사운드트랙 음반에서 "Golden"은 네 번째 트랙으로 실렸다.
곡의 성공으로 리퍼블릭 레코드는 2025년 7월 4일에 기악과 아카펠라 버전과 함께 공식적으로 싱글로 발매했다. 또한 "Golden"이 시상식 후보로 제출될 것이라고 발표되었다. 빌보드는 "사운드트랙의 2주차 스트리밍이 폭발적으로 증가하자 리퍼블릭은 7월 8일 톱 40 라디오 방송국에 'Golden'이 영향을 미치도록 서둘렀다"고 언급했다. 리퍼블릭 레코드의 짐 로포 회장은 "일부 'A급 리믹서'를 통해" 이 곡의 "잠재적 리믹스"에 대해서도 논의 중이라고 밝혔다.

## 가사 및 구성
영화에서 "Golden"은 주연들이 초자연적인 존재로부터 그들의 우주를 봉쇄하여 세상을 보호하기 위해 노력하는 골든 혼문(Golden Honmoon)의 아이디어를 소개한다. 앨범의 총괄 프로듀서 이안 아이젠드라스는 이 곡을 전통적인 음악 구조의 "I Want" song으로 묘사했으며, 이는 루미의 내면 생각을 깊이 탐구하면서 캐릭터의 목적을 탐색하여 "영감을 주는 팝"에서 다소 어두운 장르로 변화시킨다. 아이젠드라스는 처음에는 "그 자리를 위해 5~6곡을 썼지만" "적절한 에너지가 나올 때까지" 계속 개발했다고 설명하며, "감독들은 최상의 방법으로 힘든 고객이었고, 이것이 무엇이 되어야 할지에 대한 진정한 비전을 가지고 있었다"고 덧붙였다. 영화 개봉 후, 크리스 아펠한스 감독은 "Golden"이 "I Want" song으로서 "전통적인 뮤지컬의 관습"을 따르면서도 "합법적으로 훌륭한 팝송"을 만들었으며, 이것이 "아마도 전 세계 스포티파이 차트 톱 10에 있는 이유일 것"이라고 언급하며, "좋은 팝송도 이야기를 들려준다"는 것이 "Golden"이 하는 일이라고 덧붙였다.

## 상업적 성과
영화의 성공적인 사운드트랙 외에도 "Golden"은 전 세계적으로 개별적인 상업적 성공을 거두었으며, 다양한 국가 차트에 진입하고 수백만 건의 스트리밍을 기록했다. 2025년 7월 12일 주 빌보드 글로벌 200 차트에서 2위를 기록했다. 빌보드의 집계에 따르면, 6월 27일부터 6월 30일까지 700만 건의 스트리밍을 기록했으며, 전주 같은 기간에 비해 272% 증가한 수치이다.

### 북아메리카
2025년 7월 첫째 주, 미국 핫 100에서 81위, 캐나디안 핫 100에서 63위로 데뷔했다. 다음 주에는 두 차트 모두에서 23위로 상승했다. 미국 스포티파이 일간 차트에서 2위를 기록했으며, BBC는 이 곡이 BLACKPINK를 제치고 여성 K-pop 그룹 중 가장 높은 차트 순위를 기록했다고 보도했다.

### 아시아
아시아에서 "Golden"은 국제 음반 산업 협회 (IFPI)의 Official Malaysia Chart에 진입하여 14위를 기록했고, 싱가포르 공식 싱가포르 차트에서 4위를 기록했다. 필리핀에서는 Billboard Philippines의 핫 100에서 24위를 기록했다. 대한민국에서는 "Golden"이 디지털 차트에서 98위를 기록했고, 써클이 발표하는 주간 글로벌 K-pop 차트에서 2위로 데뷔했다.

### 유럽
"Golden"은 독일 GfK의 톱 100 싱글 차트에 진입하여 27위를 기록했다. 아일랜드에서는 아이리시 싱글 차트에서 49위를 기록했다. 또한 노르웨이 IFPI 차트에도 등장하여 52위에 올랐다. 영국에서는 이 곡이 영국 싱글 차트에서 93위를 기록했다. 또한 스웨덴의 스베리예토프리스탄에서 98위, 네덜란드의 싱글 톱 100에서 99위를 기록했다.

### 오세아니아
오스트레일리아에서 "Golden"은 오스트레일리아 음반 산업 협회 (ARIA)의 톱 50 싱글 차트에 8위로 진입했다. 뉴질랜드 톱 40 싱글 차트에서도 7위로 데뷔했다.

## 트랙 리스트
디지털 다운로드 및 스트리밍
1. "Golden" – 3:14
2. "Golden" (기악) – 3:12
3. "Golden" (아카펠라) – 3:12

## 차트
| 차트 (2025)                                     | 최고 순위 |
| ----------------------------------------------- | --------- |
| 아르헨티나 (아르헨티나 핫 100)                  | 75        |
| 오스트레일리아 (ARIA)                           | 1         |
| 오스트리아 (Ö3 오스트리아 탑 40)                | 2         |
| 벨기에 (울트라톱 50 플랑드르)                   | 46        |
| 브라질 (브라질 핫 100)                          | 56        |
| 캐나다 (캐나디안 핫 100)                        | 2         |
| 콜롬비아 앵글로 에어플레이 (Monitor Latino)     | 9         |
| 콜롬비아 앵글로 스트리밍 (Monitor Latino)       | 8         |
| 크로아티아 인터내셔널 에어플레이 (Top lista)    | 80        |
| 체코 (싱글 디지털 Top 100)                      | 3         |
| 덴마크 (Tracklisten)                            | 18        |
| 에스토니아 에어플레이 (톱히트)                  | 78        |
| 핀란드 (수오멘 비랄리넨 리스타)                 | 21        |
| 프랑스 (SNEP)                                   | 31        |
| 독일 (GfK)                                      | 1         |
| 글로벌 200 (빌보드)                             | 1         |
| 그리스 인터내셔널 (IFPI)                        | 15        |
| 홍콩 (Billboard)                                | 2         |
| 헝가리 (싱글 Top 40)                            | 18        |
| 아이슬란드 (Tónlistinn)                         | 4         |
| 인도 인터내셔널 (IMI)                           | 11        |
| 인도네시아 (Billboard)                          | 15        |
| 아일랜드 (IRMA)                                 | 6         |
| 이탈리아 (FIMI)                                 | 41        |
| 일본 (Japan Hot 100)                            | 41        |
| 일본 핫 애니메이션 (Billboard Japan)            | 9         |
| 일본 종합 싱글 (Oricon)                         | 50        |
| 라트비아 스트리밍 (LaIPA)                       | 13        |
| 리투아니아 (AGATA)                              | 23        |
| 리투아니아 에어플레이 (TopHit)                  | 7         |
| 룩셈부르크 (Billboard)                          | 2         |
| 말레이시아 (IFPI)                               | 1         |
| 말레이시아 인터내셔널 (RIM)                     | 1         |
| 중동 및 북아프리카 (IFPI)                       | 11        |
| 네덜란드 (네덜란드스 탑 40)                     | 37        |
| 네덜란드 (싱글 톱 100)                          | 16        |
| 뉴질랜드 (Recorded Music NZ)                    | 1         |
| 나이지리아 (TurnTable Top 100)                  | 59        |
| 노르웨이 (IFPI Norge)                           | 3         |
| 페루 (Billboard)                                | 12        |
| 필리핀 (IFPI)                                   | 2         |
| 필리핀 (Philippines Hot 100)                    | 2         |
| 폴란드 (폴란드 스트리밍 톱 100)                 | 10        |
| 포르투갈 (AFP)                                  | 18        |
| 푸에르토리코 앵글로 에어플레이 (Monitor Latino) | 8         |
| 싱가포르 (RIAS)                                 | 1         |
| 슬로바키아 (싱글 디지털 Top 100)                | 11        |
| 남아프리카 공화국 (TOSAC)                       | 24        |
| 대한민국 (써클)                                 | 1         |
| 스페인 (Promusicae)                             | 50        |
| 스웨덴 (Sverigetopplistan)                      | 1         |
| 스위스 (슈바이처 히트파라데)                    | 2         |
| 대만 (Billboard)                                | 1         |
| 태국 (IFPI)                                     | 20        |
| 아랍에미리트 (IFPI)                             | 4         |
| 영국 싱글 (OCC)                                 | 1         |
| 미국 빌보드 핫 100)                             | 1         |
| 미국 어덜트 팝 에어플레이 (빌보드)              | 37        |
| 미국 팝 에어플레이 (빌보드)                     | 20        |
| 베트남 (Vietnam Hot 100)                        | 29        |

| 차트 (2025)                    | 순위 |
| ------------------------------ | ---- |
| 리투아니아 에어플레이 (TopHit) | 36   |
| 대한민국 (써클)                | 1    |

## 인증
| 국가                               | 인증 | 판매량/출하량 |
| ---------------------------------- | ---- | ------------- |
| 뉴질랜드 (RMNZ)                    | 골드 | 15,000        |
| 판매량+스트리밍을 기반으로 한 인증 |      |               |

## 발매 역사
| 지역      | 날짜             | 형식                     | 버전                                 | 레이블   | Ref.   |
| --------- | ---------------- | ------------------------ | ------------------------------------ | -------- | ------ |
| 여러 지역 | 2025년 7월 4일   | 디지털 다운로드 스트리밍 | 오리지널 기악 아카펠라               | 리퍼블릭 | [ 78 ] |
| 미국      | 2025년 7월 8일   | 컨템포러리 히트 라디오   | 오리지널                             | 리퍼블릭 | [ 79 ] |
| 이탈리아  | 2025년 7월 24일  | 라디오 방송              | 오리지널                             | 아일랜드 | [ 80 ] |
| 여러 지역 | 2025년 7월 25일  | 디지털 다운로드 스트리밍 | 다비드 게타 리믹스 익스텐디드 리믹스 | 리퍼블릭 | [ 81 ] |
| 여러 지역 | 2025년 11월 21일 | 7인치 바이닐             | 오리지널 기악                        | 리퍼블릭 | [ 82 ] |